# 머니 마켓 펀드
머니 마켓 펀드(영어: money market fund, MMF)는 공사채를 중심으로 투자하는 투자 신탁의 일종이다. 정부가 발행하는 단기 증권 등에 투자해서 원금의 안전성을 확보하면서 안정된 이율을 얻을 수 있게 운용한다. 당일 구입, 해약이 가능하다.

## 역사
1971년 지금까지 은행 예금 밖에 이용하지 않았던 고객들을 증권 회사에 불러들일 수 있도록, 미국의 블루스 벤트, 할리 브라운 두 사람이 설립한 〈리저브 펀트〉가 MMF의 시초이다. 원래, 공사채 등 채권의 구입 단위는 커서 소량을 이용하는 개인 투자자가 손댈 수 없는 상품이었지만, 이런 투자신탁이 생겨남으로 인해 간접투자가 가능하게 되었다. 1973년, 유류 파동으로 인플레이션이 일어나 은행 예금의 실질적 가치가 감소됨으로써, 물가가 오르고 금융긴축으로 저금리가 지속되면서 급속도로 성장하기 시작했다. 80년대 초반 은행판 MMF라 할 수 있는 MMDA(Money Market Deposit Account : 단기금융시장 예금구좌)의 출현으로 다소 부진해지기도 하였으나 80년대 후반 이후에는 저금리 추세가 장기간 지속되는 가운데서도 급성장세를 거듭해오고 있다.

## 특징
- 고수익률보다는 안정성이 높은 상품에 운용하기 때문에 다른 종류의 펀드보다는 평균적인 수익률은 낮은 편이지만 꾸준한 수익률을 보이며 원금의 손실이 발생하는 경우는 드문 편이다. 그러나 예금자보호는 되지 않는다.
- 실적배당형 상품이며, 이체, 결제 불가능 (공과금 결제등이 불가능)하다.
- 취급하는 곳은 은행과 증권사에서 취급한다.
- 일반적인 경우에 이자율이 은행의 예금보다는 높고 일기준으로 이자가 붙는다.
- 콜론이나 CP(기업어음), CD(양도성예금증서), RP(환매조건부채권) 등으로 기존 단기상품에 투자한다.
- 일일기준이 가능하다

이런 특징으로 인해 MMF와의 단점을 보완해 공과금 결제나 이체가 가능하게 보완한 MMT가 요즘에 인기를 끌고 있지만 MMF 또한 현재까지 인기가 높다.

## 같이 보기
- 상장지수 펀드(ETF)
- 자산관리계좌(CMA)
- 환매조건부채권(RP)